# Svantjärnen (Alanäs socken, Jämtland, 713619-148311)
Svantjärnen är en sjö i Strömsunds kommun i Jämtland och ingår i Ångermanälvens huvudavrinningsområde. Sjön har en area på 0,0732 kvadratkilometer och ligger 390 meter över havet.

## Delavrinningsområde
Svantjärnen ingår i det delavrinningsområde (713743-148514) som SMHI kallar för Mynnar i Öster-Bjurbäcken. Medelhöjden är 441 meter över havet och ytan är 12,32 kvadratkilometer. Det finns inga avrinningsområden uppströms utan avrinningsområdet är högsta punkten. Vattendraget som avvattnar avrinningsområdet har biflödesordning 5, vilket innebär att vattnet flödar genom totalt 5 vattendrag innan det når havet efter 241 kilometer. Avrinningsområdet består mestadels av skog (87 procent) och sankmarker (11 procent). Avrinningsområdet har 0,07 kvadratkilometer vattenytor vilket ger det en sjöprocent på 0,6 procent.